# Anterastes anatolicus
Anterastes anatolicus är en insektsart som beskrevs av Boris Petrovich Uvarov 1934. Anterastes anatolicus ingår i släktet Anterastes och familjen vårtbitare. Inga underarter finns listade i Catalogue of Life.